# Mário Pires
Mário Pires (nascut el 1949?) és un polític de Guinea Bissau que va ser primer ministre de 2002 a 2003. És membre del Partit de Renovació Social (PRS).
Pires va assumir el càrrec de primer ministre el 17 de novembre de 2002, quan va ser nomenat pel President Kumba Ialá després que aquest va dissoldre l' Assemblea Nacional Popular i va convocar eleccions parlamentàries anticipades. Aquesta elecció, que estava prevista inicialment per a celebrar en 90 dies, es va posposar posteriorment a de febrer de 2003 a abril, després a juliol i després al 12 d'octubre de 2003. Després que la comissió electoral va anunciar al setembre que no havia pogut acabar el registre de votants a temps per complir amb la data prevista d'octubre, l'exèrcit va prendre el poder en un cop d'Estat el 14 de setembre de 2003, i va destituir Ialá i Pires dels seus càrrecs. Abans del cop, Pires havia advertit que es produiria una nova guerra civil si l'oposició guanyava les eleccions.
Posteriorment Pires fou nomenat cap de la Companyia d'Aigua i Electricitat de Guinea Bissau (EAGB).